# Rzeka, która nie płynie
Rzeka, która nie płynie (tyt. oryg. Lumi që nuk shteron) – albański film fabularny z roku 1989 w reżyserii Fatmira Koçiego i Flamura Koçiego na motywach noweli E qara e jetes Halila Qendro.

## Opis fabuły
Akcja filmu rozgrywa się w czasie II wojny światowej, w jednej ze wsi w południowej Albanii. Niemcy przeprowadzają pacyfikację, w czasie której ginie młoda kobieta, trzymająca w ramionach dziecko. Mimo trwającego nadal ostrzału wsi, trzech partyzantów i kobiety ze wsi próbują ocalić dziecko, płaczące w ramionach zastrzelonej matki.

## Obsada
- Suela Konjari jako Donika
- Myzafer Ziflaj jako Skender
- Enea Çela
- Gjergji Lala
- Afroviti Liço
- Sofia Meçi
- Virgjini Selo